# Đồng ý tình dục

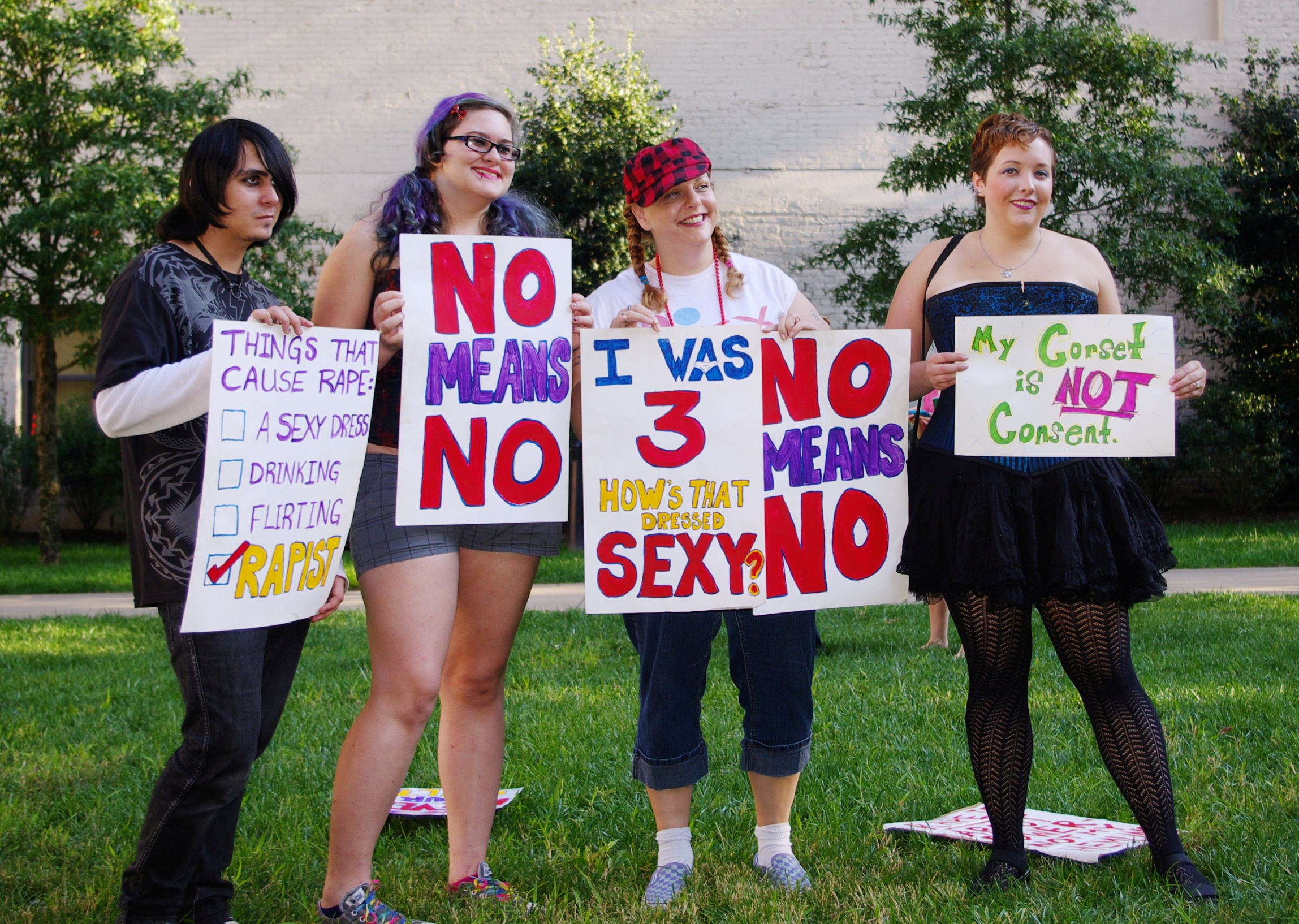
Những người tuần hành Slutwalk giương cao các tấm biển khẳng định tầm quan trọng của sự đồng ý tình dục. Hai dấu hiệu ghi "Không có nghĩa là không" và một dấu hiệu khác cho thấy quần áo phụ nữ mặc không biểu thị sự đồng ý.

Đồng ý tình dục là sự đồng ý tham gia vào hoạt động tình dục. Hoạt động tình dục mà không có sự đồng ý được coi là hiếp dâm hoặc tấn công tình dục. Vào cuối những năm 1980, Lois Pineau học thuật lập luận rằng xã hội phải hướng tới một mô hình tình dục giao tiếp nhiều hơn để sự đồng ý trở nên rõ ràng hơn, khách quan và nhiều lớp hơn, với mô hình toàn diện hơn là các câu nói "không nghĩa là không" hoặc "có nghĩa là có". Nhiều trường đại học đã thiết lập các chiến dịch về sự đồng ý. Các chiến dịch sáng tạo với các khẩu hiệu và hình ảnh thu hút sự chú ý nhằm quảng bá ý nghĩa của sự đồng ý có thể là công cụ hữu hiệu để nâng cao nhận thức về tấn công tình dục trong khuôn viên trường và các vấn đề liên quan.
Ở Canada, "sự đồng ý có nghĩa là thỏa thuận tự nguyện của người khiếu nại tham gia vào hoạt động tình dục" mà không lạm dụng hoặc khai thác "niềm tin, quyền lực hoặc thẩm quyền", ép buộc hoặc đe dọa. Sự đồng ý cũng có thể bị thu hồi bất cứ lúc nào.
Kể từ cuối những năm 1990, các mô hình mới về sự đồng ý tình dục đã được đề xuất. Cụ thể, sự phát triển của "có nghĩa là có" và các mô hình khẳng định, như định nghĩa của Hall: "sự chấp thuận tự nguyện đối với những gì được thực hiện hoặc đề xuất bởi người khác; sự cho phép; ý kiến hoặc tình cảm."  Hickman và Muehlenhard nói rằng sự đồng ý phải là "giao tiếp bằng lời nói hoặc phi ngôn ngữ miễn phí về cảm giác sẵn sàng 'tham gia vào hoạt động tình dục."  Sự đồng ý khẳng định vẫn có thể bị hạn chế do các trường hợp cơ bản, cá nhân xung quanh sự đồng ý không thể luôn luôn được thừa nhận trong mô hình "có nghĩa là có" hoặc trong mô hình "không có nghĩa là không".